# 何俊明
何俊明（1958年8月—），四川南充人，汉族，中华人民共和国政治人物、第十二届全国人民代表大会四川地区代表。毕业于西南财经大学工商管理专业。中国共产党党员。2013年，担任全国人大代表。现任全国工商联副主席，科创控股集团董事局主席、党委书记。

## 简历
- 1982.07—1986.01 四川内燃机厂工作
- 1986.01—1990.09 内江市物资局企业管理科工作
- 1990.09—1992.10 内江市轻工物资总公司总经理
- 1992.10—1995.06 内江市计委副主任、四川省渝江企业（集团）公司董事长、总经理
- 1995.06—1996.08 四川省内江市机械局局长、党组书记
- 1996.08—1997.11 四川省环联实业总公司党组成员、副总经理
- 1997.11—1999.04 四川省机械设计院院长、党委副书记
- 1999.04—2000.03 四川省东华机械厂党委书记
- 2000.03—2003.09 四川省科技创业公司总经理、党委书记
- 2003.09—2011.01 四川科创药业集团总裁、党委书记
- 2011.01—        科创控股集团董事局主席、党委书记
- 2012.12—        全国工商联副主席
- 第十届全国工商联执委、中国光彩事业促进会副会长、全国工商联医药业商会常务副会长、四川省政协常委、省工商联副主席。